# Taisho Otome Fairy Tale
Taisho Otome Fairy Tale (jap. 大正処女御伽話 Taishō otome otogibanashi) – manga autorstwa Sany Kirioki, publikowana na łamach magazynu „Jump Square” wydawnictwa Shūeisha od lipca 2015 do września 2017. Na jej podstawie studio SynergySP wyprodukowało serial anime, który emitowano od października do grudnia 2021.

## Fabuła
Życie Tamahiko Shimy lega w gruzach po tym, jak jego prawa ręka zostaje sparaliżowana w wyniku wypadku samochodowego, w którym zginęła także jego matka. Po tym zdarzeniu Tamahiko zostaje zmuszony do przeprowadzki z dala od rodziny za sprawą ojca, który nie okazuje mu już dłużej uczuć ani szacunku oraz uważa za bezwartościowego. Jedynym gestem troski mężczyzny wobec syna jest „kupienie” mu żony, Yuzuki, która ma się nim opiekować. Z czasem dziwna relacja między dwojgiem zaczyna przekształcać się w miłość, a Tamahiko odzyskuje chęci do życia.

## Bohaterowie
- Tamahiko Shima (jap. 志磨 珠彦 Shima Tamahiko)

Seiyū: Yūsuke Kobayashi 
- Yuzuki Tachibana (jap. 立花 夕月 Tachibana Yuzuki)

Seiyū: Saya Aizawa 
- Tamako Shima (jap. 志磨 珠子 Shima Tamako)

Seiyū: Yume Miyamoto 
- Ryō Atsumi (jap. 渥美 綾 Atsumi Ryō)

Seiyū: Chika Anzai 
- Kotori Shiratori (jap. 白鳥 ことり Shiratori Kotori)

Seiyū: Ayasa Itō 
- Hakaru Shiratori (jap. 白鳥 策 Shiratori Hakaru)

Seiyū: Shun’ichi Toki 
- Tamayoshi Shima (jap. 志磨 珠義 Shima Tamayoshi)

Seiyū: Shunsuke Sakuya 

## Manga
Manga ukazywała się w magazynie „Jump Square” wydawnictwa Shūeisha od 4 lipca 2015 do 4 września 2017. Seria została również opublikowana w 5 tankōbonach, wydanych między 4 lutego 2016 a 4 października 2017.
| Nr | Data wydania (język japoński) | ISBN (język japoński)  |
| -- | ----------------------------- | ---------------------- |
| 1  | 4 lutego 2016                 | ISBN 978-4-08-880593-1 |
| 2  | 3 czerwca 2016                | ISBN 978-4-08-880725-6 |
| 3  | 2 grudnia 2016                | ISBN 978-4-08-880833-8 |
| 4  | 2 maja 2017                   | ISBN 978-4-08-881081-2 |
| 5  | 4 października 2017           | ISBN 978-4-08-881160-4 |

Sequel, zatytułowany Shōwa otome otogibanashi (jap. 昭和オトメ御伽話), ukazywał się w magazynie internetowym „Shōnen Jump+” od 21 sierpnia 2018 do 12 maja 2020. Następnie wydawnictwo Shūeisha zebrało jego rozdziały w pięciu tankōbonch, wydanych między 4 stycznia 2019 a 3 lipca 2020.
| Nr | Data wydania (język japoński) | ISBN (język japoński)  |
| -- | ----------------------------- | ---------------------- |
| 1  | 4 stycznia 2019               | ISBN 978-4-08-881706-4 |
| 2  | 2 maja 2019                   | ISBN 978-4-08-881819-1 |
| 3  | 4 października 2019           | ISBN 978-4-08-882121-4 |
| 4  | 4 marca 2020                  | ISBN 978-4-08-882242-6 |
| 5  | 3 lipca 2020                  | ISBN 978-4-08-882399-7 |

Spin-off, zatytułowany Taishō otome otogibanashi: Pessimist no shokutaku (jap. 大正処女御伽話―厭世家ノ食卓― Taishō otome otogibanashi: Peshimisuto no shokutaku), był wydawany w magazynie internetowym „Shōnen Jump+” od 3 lipca do 31 grudnia 2021.
| Nr | Data wydania (język japoński) | ISBN (język japoński)  |
| -- | ----------------------------- | ---------------------- |
| 1  | 4 października 2021           | ISBN 978-4-08-882807-7 |
| 2  | 4 marca 2022                  | ISBN 978-4-08-882882-4 |

## Anime
20 grudnia 2020, podczas wydarzenia online Jump Festa ’21, ogłoszono, że seria otrzyma adaptację w formie telewizyjnego serialu anime wyprodukowanego przez studio SynergySP. Seria została wyreżyserowana przez Juna Hatoriego, scenariusz napisał Hiroko Fukuda, postacie zaprojektowała Mayu Watanabe, a muzykę skomponował Yasuharu Takanashi. Anime było emitowane od 9 października do 25 grudnia 2021 w stacjach TV Tokyo, TVO, BS11 i AT-X. Motywem otwierającym jest „Otome no kokoroe” (jap. オトメの心得) w wykonaniu Garnidelii, końcowym zaś „Magokoro ni kanade” (jap. 真心に奏) autorstwa Shun’ichiego Tokiego. Motyw końcowy 12. odcinka, zatytułowany „Koi no uta” (jap. 戀ノ歌), wykonała Ayasa Itō. Prawa do streamingu serii nabyło Funimation, a następnie Crunchyroll.

### Lista odcinków
| №  | Tytuł                                                                                      | Premiera             |
| -- | ------------------------------------------------------------------------------------------ | -------------------- |
| 1  | Yuzuki Arrives Yuzuki kitaru (夕月 来タル)                                                 | 9 października 2021  |
| 2  | Tamahiko Dies Tamahiko shisu (珠彦 死ス)                                                   | 16 października 2021 |
| 3  | The Black Lily Kuroyuri no musume (黒百合ノ娘)                                             | 23 października 2021 |
| 4  | Happiness Is Under the Moonlight Shiawase wa tsukiakari no shita ni (幸セハ月明カリノ下ニ) | 30 października 2021 |
| 5  | September First Kugatsu tsuitachi (九月一日)                                               | 6 listopada 2021     |
| 6  | The Bad Girl Warui musume (悪イ娘)                                                         | 13 listopada 2021    |
| 7  | Tamahiko-Sensei Tamahiko-sensei (珠彦先生)                                                 | 20 listopada 2021    |
| 8  | Tamahiko Goes to School Tamahiko gakkō e (珠彦 学校ヘ)                                     | 27 listopada 2021    |
| 9  | Hakaru and Kotori Hakaru to Kotori (策トコトリ)                                            | 4 grudnia 2021       |
| 10 | Yuzuki Goes to Tokyo Yuzuki Tōkyō e iku (夕月 東京ヘ行ク)                                  | 11 grudnia 2021      |
| 11 | In Search of Yuzuki Yuzuki o motomete (夕月ヲ求メテ)                                       | 18 grudnia 2021      |
| 12 | A Spring Storm Haru no arashi (春ノ嵐)                                                     | 25 grudnia 2021      |